# Diamantina (rzeka)
Diamantina – rzeka okresowa w Australii o długości 900 km.
Źródła rzeki znajdują się na Wyżynie Selwyn, a ginie ona w bagnach Goyder’s Lagoon.
Większe miasto nad rzeką Diamantina to Birdsville.